# Kim Jin-su (zapaśnik)
Kim Jin-Su (ur. 15 maja 1974) – południowokoreański zapaśnik w stylu klasycznym. Dwukrotny olimpijczyk. Zajął piąte miejsce w Atlancie 1996 i siódme w Sydney 2000. Startował w kategorii 74–76 kg.
Pięciokrotny uczestnik mistrzostw świata, dwukrotnie sięgnął po brązowy medal - w 2001 i 2003. Złoto na igrzyskach azjatyckich w 2002 i na igrzyskach wschodniej Azji w 2001. Zdobył dwa złote medale mistrzostw Azji, w  1996 i 1999. Trzeci w Pucharze Świata w 1996 roku.